# Mormoops magna
Mormoops magna — вимерлий вид рукокрилих родини Mormoopidae. 

## Поширення
Країни поширення: Куба.